# انگشتان و پاهای پرندگان

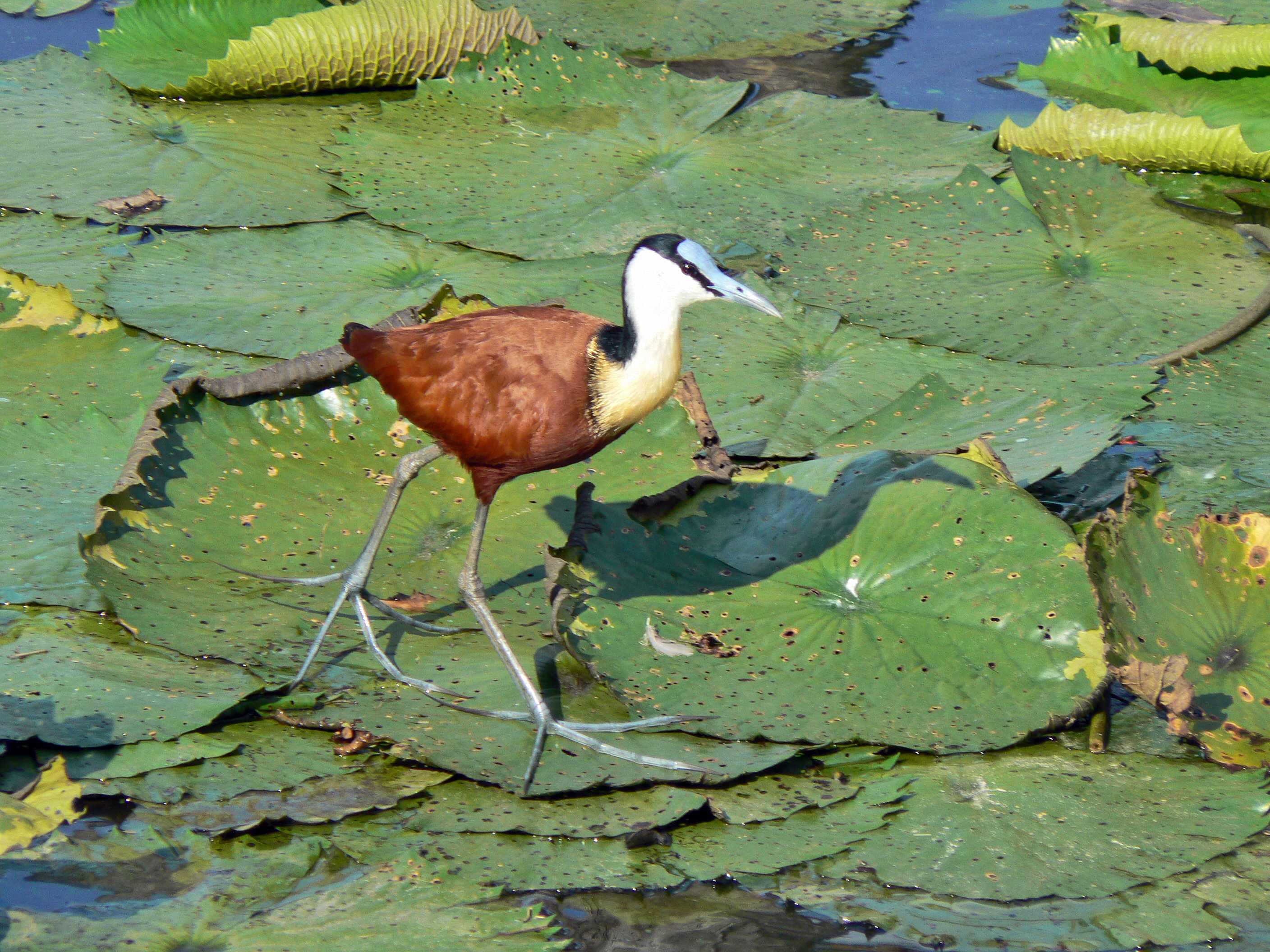
برکه‌نورد آفریقایی. انگشتان بسیار بلند دارد و پنجه‌ها به پخش وزن برکه‌نورد در یک منطقه وسیع کمک می‌کند تا بتواند روی برگ‌های شناور راه برود.

کالبدشناسی پاها و انگشتان پرنده (به انگلیسی: Bird feet and legs) متنوع است و امکانات بسیاری را برای انجام کارکردهای متنوعی دربر می‌گیرد.
بیشتر پرندگان به عنوان جانوران پنجه‌رو طبقه‌بندی می‌شوند، به این معنی که آنها به جای کل پا، روی انگشتان خود راه می‌روند. برخی از استخوان‌های پایینی پا (دیستال‌ها و بیشتر استخوان‌های کف پا) به هم می‌پیوندند تا استخوان مچی‌کفی را تشکیل دهند (بخش سوم پا، مخصوص پرندگان). استخوان‌های بالایی پا (پرگزیمال) به نوبه خود با استخوان درشت‌نی ترکیب می‌شوند تا استخوان ساق پا را تشکیل دهند، زیرا با گذشت زمان سانترالیا ناپدید شد. نازک‌نی نیز کاهش یافت.
پاها به یک مجموعه قوی متشکل از کمربند لگنی متصل می‌شوند که به‌طور گسترده با استخوان یکنواخت ستون مهره‌ها (همچنین مخصوص پرندگان) به نام سینساکروم ساخته شده‌است که از برخی از استخوان‌های جوش‌خورده ساخته شده‌است.

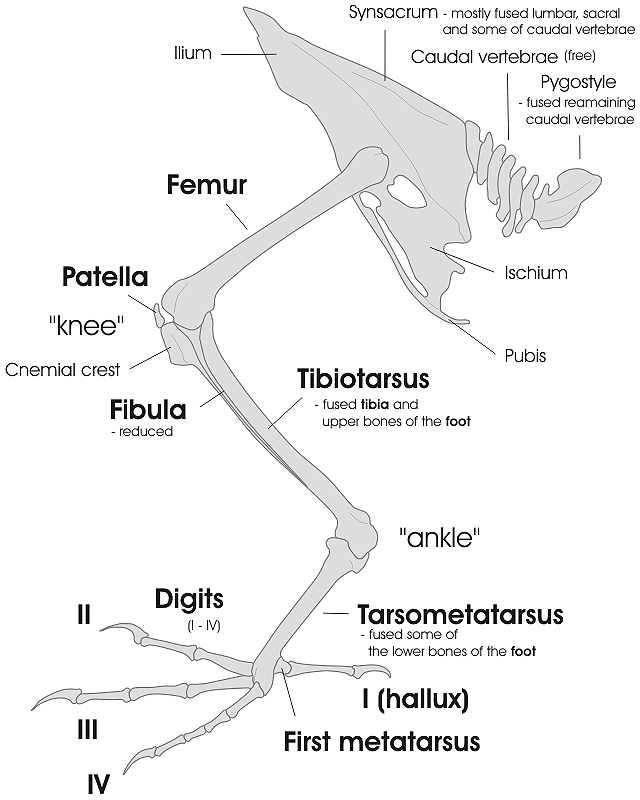
اسکلت پای چپ پرنده و کمربند لگنی

## اندام‌های عقبی
پرندگان به‌طور کلی جانورانی پنجه‌رو هستند که روی انگشتان پا هستند، که بر ساختار اسکلت پاهای آنها تأثیر می‌گذارد. آنها تنها از اندام عقبی خود برای راه رفتن استفاده می‌کنند (دوپایی). اندام‌های جلویی آنها به بال تبدیل شد. بیشتر استخوان‌ها در پای پرندگان (به استثنای انگشتان پا) به یکدیگر یا با استخوان‌های دیگر جوش می‌خورند و در طول زمان کارکرد خود را تغییر داده‌اند.

### استخوان تارسومتاتارسوس (استخوان مچی‌کفی؛ قلم پا)
برخی از استخوان‌های پایینی پا به هم می‌پیوندند تا استخوان مچی‌کفی را تشکیل دهند - بخش سوم پا که مخصوص پرندگان است. از دیستال‌ها و استخوان‌های کف پا ادغام‌شده II, III و IV تشکیل شده‌است. متاتارسوس I به عنوان پایه اولین انگشت پا جدا می‌ماند. تارسومتارسوس ناحیه کشیده پا است که به ساق پا طول بیشتری می‌دهد.

### استخوان تیبیوتارسوس (ساق پا)
استخوان‌های بالایی پا (پرگزیمال) با استخوان درشت‌نی ترکیب‌شده و تیبیوتارسوس را تشکیل می‌دهند، در حالی که سانترالیا وجود ندارد. سمت جلویی (پیشانی) انتهای پشتی تیبیوتارسوس (در زانو) دارای بزرگ‌شدگی بیرون‌زده‌است که تاج دمی نامیده می‌شود.

### کشکک
در زانو بالای تاج cnemial، کشکک (کاسه زانو) قرار دارد. برخی از گونه‌ها کشکک ندارند، گاهی تنها یک تاج زانو دارند. در کشیم‌ها هم کشکک طبیعی و هم یک امتداد تاج دمی وجود دارد.

### نازک‌نی
نازک‌نی کوچک شده و به شدت به استخوان درشت نی می‌چسبد و معمولاً به دو سوم طول آن می‌رسد. تنها پنگوئن‌ها نازک‌نی تمام قد دارند.

### زانو و مچ پا

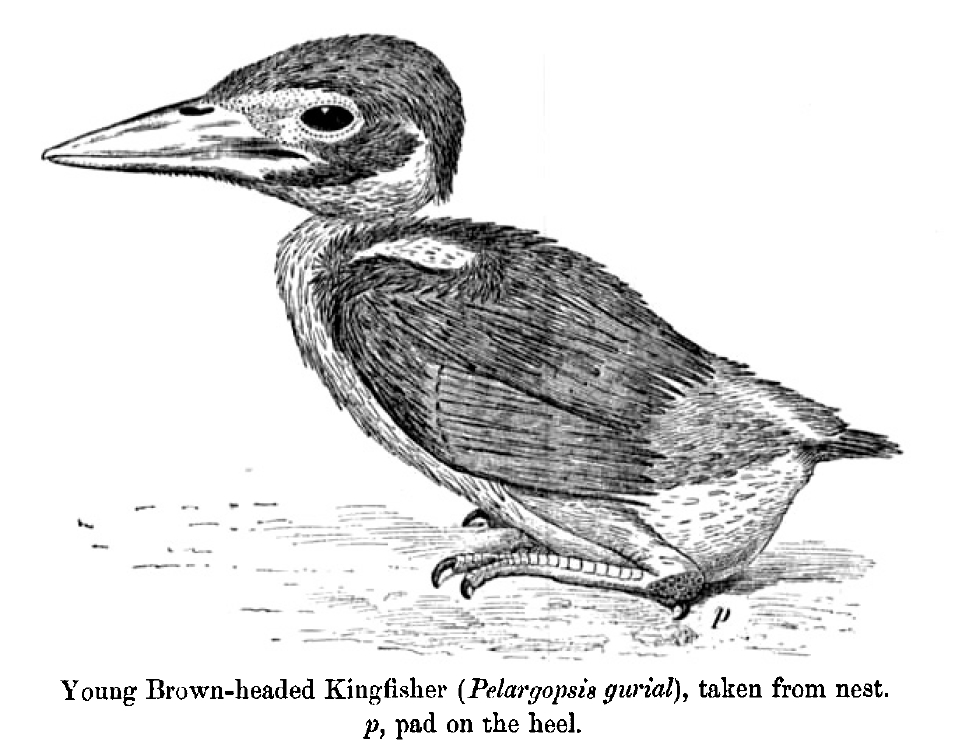
جوجه Pelargopsis capensis با پد پاشنه

مفصل زانوی پرنده بین استخوان ران و استخوان درشت نی (یا بهتر است بگوییم تیبیوتارسوس) به سمت جلو است، اما در داخل پرها پنهان است. " پاشنه " رو به عقب (مچ پا) که به راحتی قابل دیدن است، مفصلی بین تیبیوتارسوس و تارسوماتارسوس است. مفصل درون تارسوس در برخی از خزندگان نیز وجود دارد. در اینجا شایان ذکر است که نام «زانوی کلفت» در اعضای خانواده چاخ‌لقان به دلیل بزرگ بودن پاشنه آنها اشتباه است.
جوجه‌های راسته‌های سبزقباسانان و دارکوب‌سانان دارای قوزک‌هایی هستند که با پوسته‌ای سخت با غده‌هایی به نام پد پاشنه پوشیده شده‌اند. آنها از پد پاشنه برای به هم زدن داخل کاوآشیان‌ها یا سوراخ‌های لانه استفاده می‌کنند.

### انگشتان پا و کف‌پای جوش‌نخورده

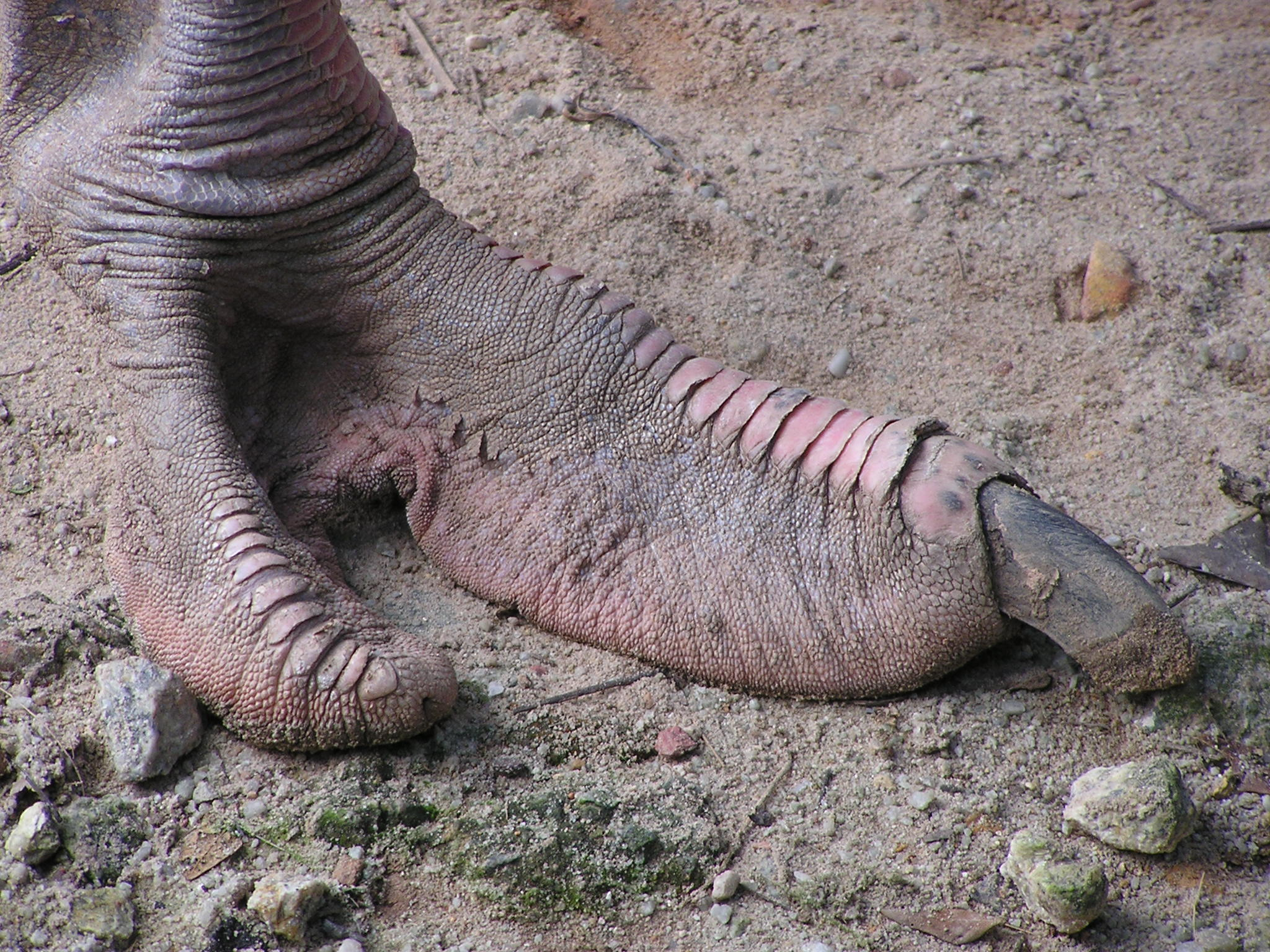
شترمرغ تنها پرنده‌ای است که دارای پای دوانگشتی (دیداکتیل) است.

بیشتر پرندگان دارای چهار انگشت هستند که معمولاً سه انگشت آن رو به جلو و یکی به سمت عقب است. در یک پرنده معمولی، آنها به ترتیب از ۳٬۴، ۵ و ۲ بند انگشت تشکیل شده‌اند. برخی از پرندگان، مانند تلیله سفید، تنها انگشتان پای رو به جلو دارند. به این پاها سه‌انگشتی (تری‌داکتیل) می‌گویند. دیگران، مانند شترمرغ، تنها دو انگشت دارند (پاهای دیداکتیل). اولین انگشت که انگشت پشتی نامیده می‌شود، هم‌ساخت با انگشت شست پا در انسان است.
پنجهها روی بند انتهایی هر انگشت قرار دارند. آنها از یک پودوتکای کراتینی یا غلاف کراتینه شاخی تشکیل شده و بخشی از اسکلت نیستند.
پای پرنده همچنین دارای یک یا دو استخوان کف‌پایی است که در استخوان مچی‌کفی به هم جوش‌خورده نیستند.

## کمربند لگنی و مهره‌های کمر
پاها به یک مجموعه بسیار قوی و سبک وصل شده‌اند که شامل کمربند لگنی است که به‌طور گسترده با استخوان یکنواخت ستون فقرات به نام سینساکروم ترکیب شده‌است، که مخصوص پرندگان است. سینساکروم از بخش کمری که با ساکرال، برخی از اولین بخش‌های دمی، و گاهی یکی دو بخش آخر مهره‌های سینه‌ای، بسته به گونه‌ها ترکیب می‌شود، ساخته می‌شود (پرندگان در مجموع بین ۱۰ تا ۲۲ مهره دارند). به جز استخوان‌های شترمرغ و شترمرغ آمریکایی، استخوان‌های شرمگاهی به یکدیگر متصل نمی‌شوند و تخم‌گذاری را آسان می‌کنند.

## سفتی و کاهش جرم
همجوشی تک‌تک استخوان‌ها به ساختارهای محکم و سفت و سخت مشخص است.
بیشتر استخوان‌های اصلی پرندگان به‌طور گسترده‌ای هوادار می‌شوند. آنها دارای تعداد زیادی کیسه هوا هستند که به کیسه‌های هوای ریوی دستگاه تنفسی متصل هستند. فضای داخلی اسفنجی آنها نسبت به جرمشان قوی است. تعداد استخوان‌های هوادار (پنوماتیک) به گونه بستگی دارد. هوادار بودن استخوان در پرندگان شیرجه‌رو اندک است یا وجود ندارد. برای نمونه، در اردک دم‌دراز، استخوان‌های پا و بال‌ها برخلاف برخی از استخوان‌های دیگر، هوادار نیستند، در حالی که غواص‌ها و طوطی دریایی اسکلت‌های حجیم‌تری دارند که استخوان‌های هوادهی ندارند. شترمرغ بی‌پرواز و شترمرغ استرالیایی دارای استخوان ران هوادار هستند و تا کنون این تنها استخوان هوادار شناخته‌شده در این پرندگان به جز مهره‌های گردنی شترمرغ است.
جوش‌خوردگی (فیوژن؛ که سبب سفتی می‌شود) و استخوان‌های توخالی (پنوماتیک؛ که سبب کاهش جرم می‌شود) برخی از سازگاری‌های پرندگان برای پرواز هستند.

## پیمایش کف‌رو
بیشتر پرندگان، به جز غواص و کشیم، پنجه‌رو هستند، نه کف‌رو. همچنین جوجههای داخل لانه می‌توانند از کل پا (انگشت پا و استخوان مچی‌کفی) با پاشنه روی زمین استفاده کنند.
غواص‌ها تمایل دارند به این طریق راه بروند زیرا پاها و لگن آنها برای شنا بسیار تخصصی است. آنها لگن باریکی دارند که نقطه اتصال استخوان ران را به عقب حرکت می‌دهد و استخوان تیبیوتارسوس آنها بسیار بلندتر از استخوان ران است. این کار پاها (انگشتان) را به پشت مرکز جرم بدن غواص منتقل می‌کند. آنها معمولاً با فشار دادن خود به سینه راه می‌روند. غواص‌های بزرگ‌تر نمی‌توانند از زمین بلند شوند. با این حال، این موقعیت برای شنا بسیار مناسب است زیرا پاهای آنها مانند پروانه قایق موتوری در عقب قرار دارد.
کشیم‌ها و بسیاری دیگر از پرندگان آبزی استخوان ران کوتاه‌تری دارند و لگن کم و بیش باریکی نیز دارند، که این تصور را ایجاد می‌کند که پاهای آن‌ها مانند غواص‌ها به عقب چسبیده‌است.

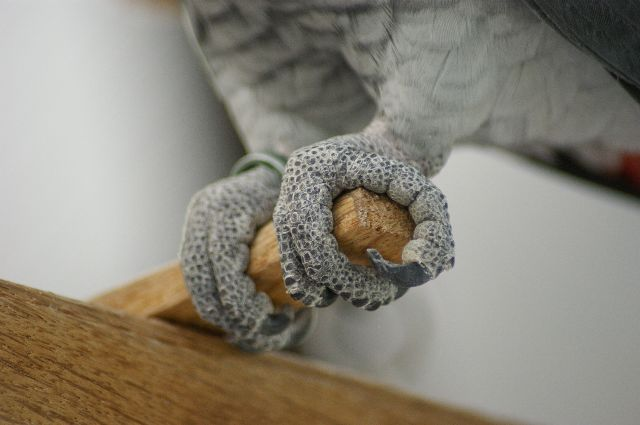
طوطی خاکستری با پاهای نامتقارن (زیگوداکتیل)، نشیمنگاه را می‌گیرد.

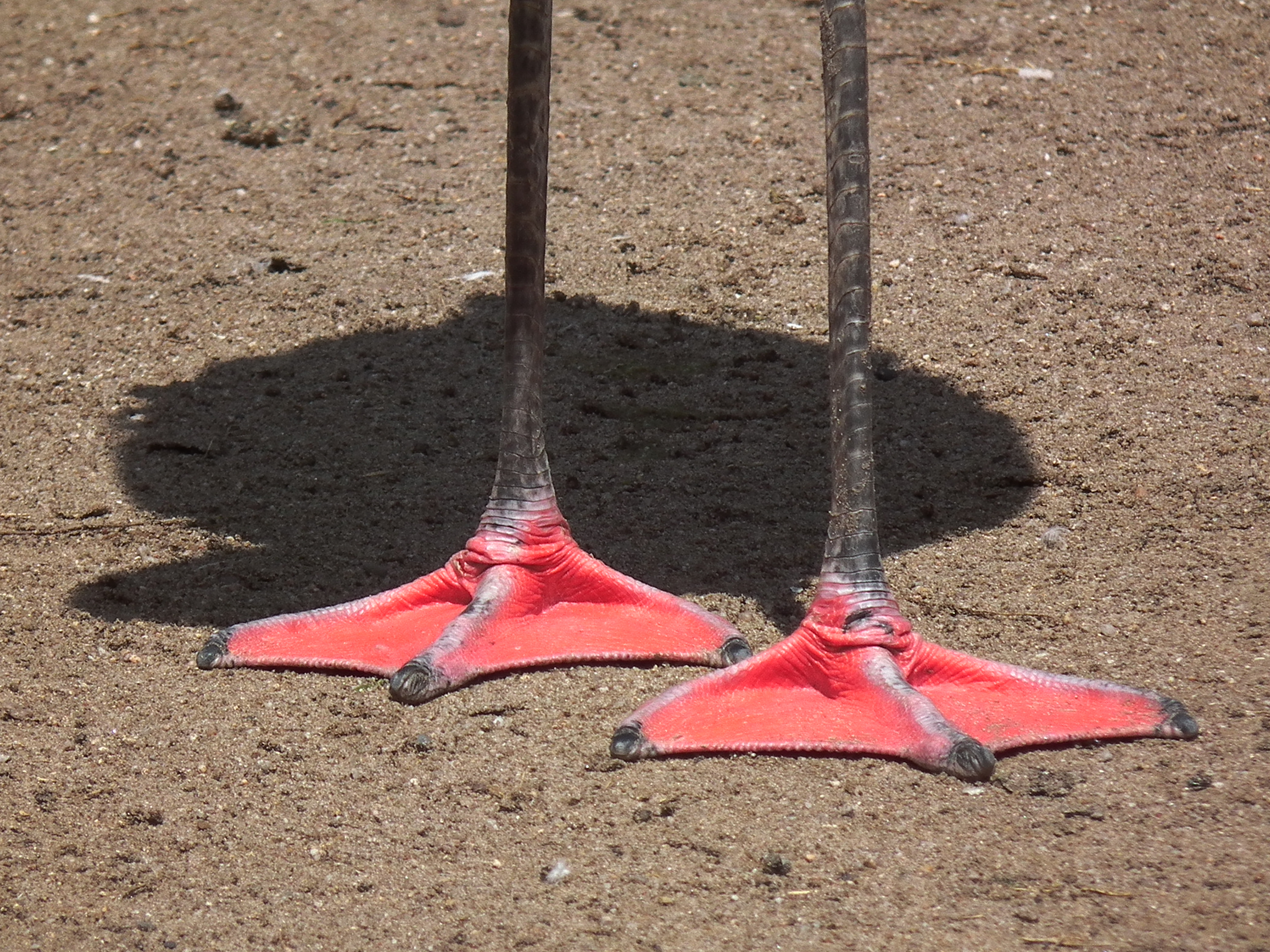
پاهای پرده‌دار – فلامینگوی شیلی.

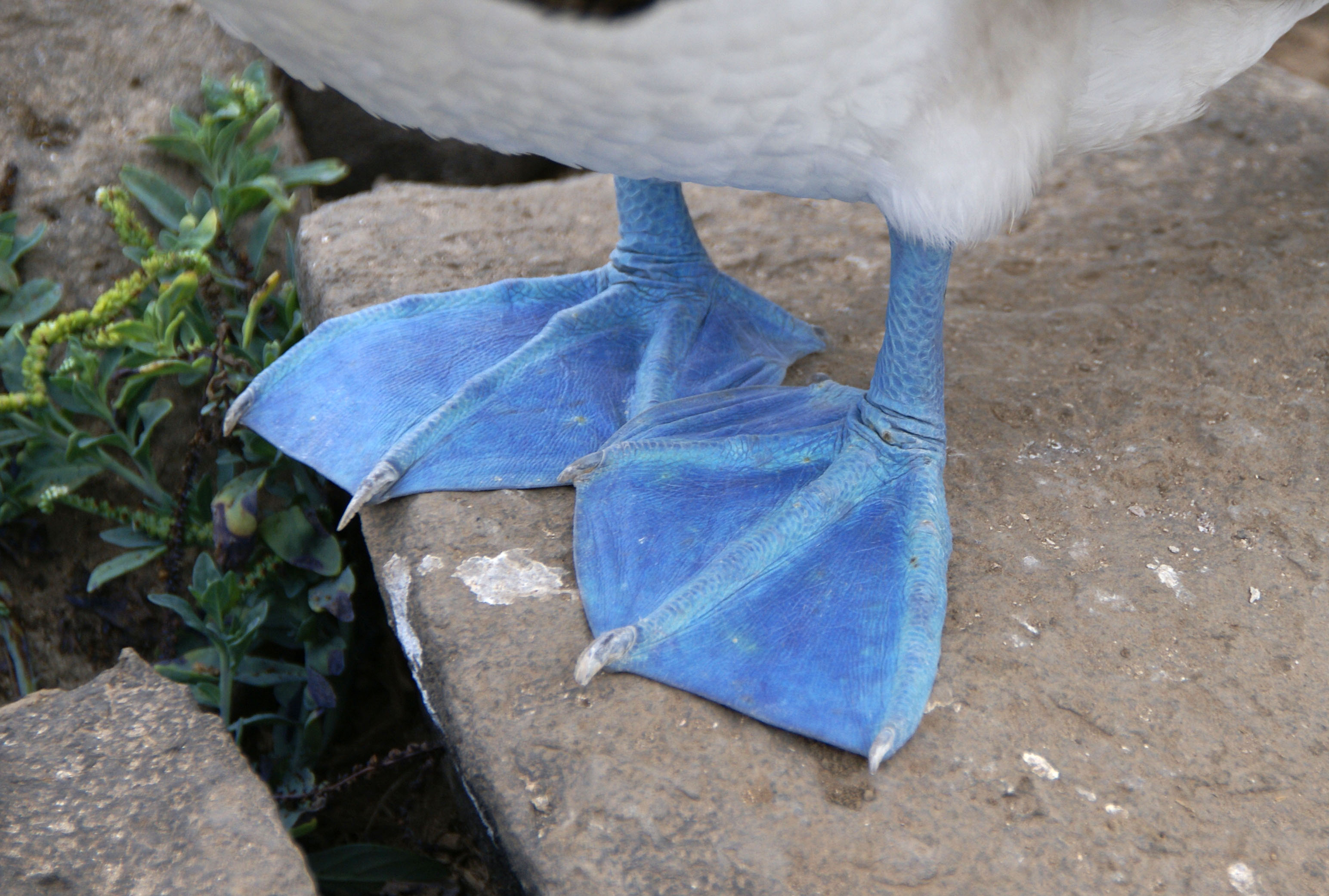
پاهای سراسرپرده‌دار – بوبی پاآبی

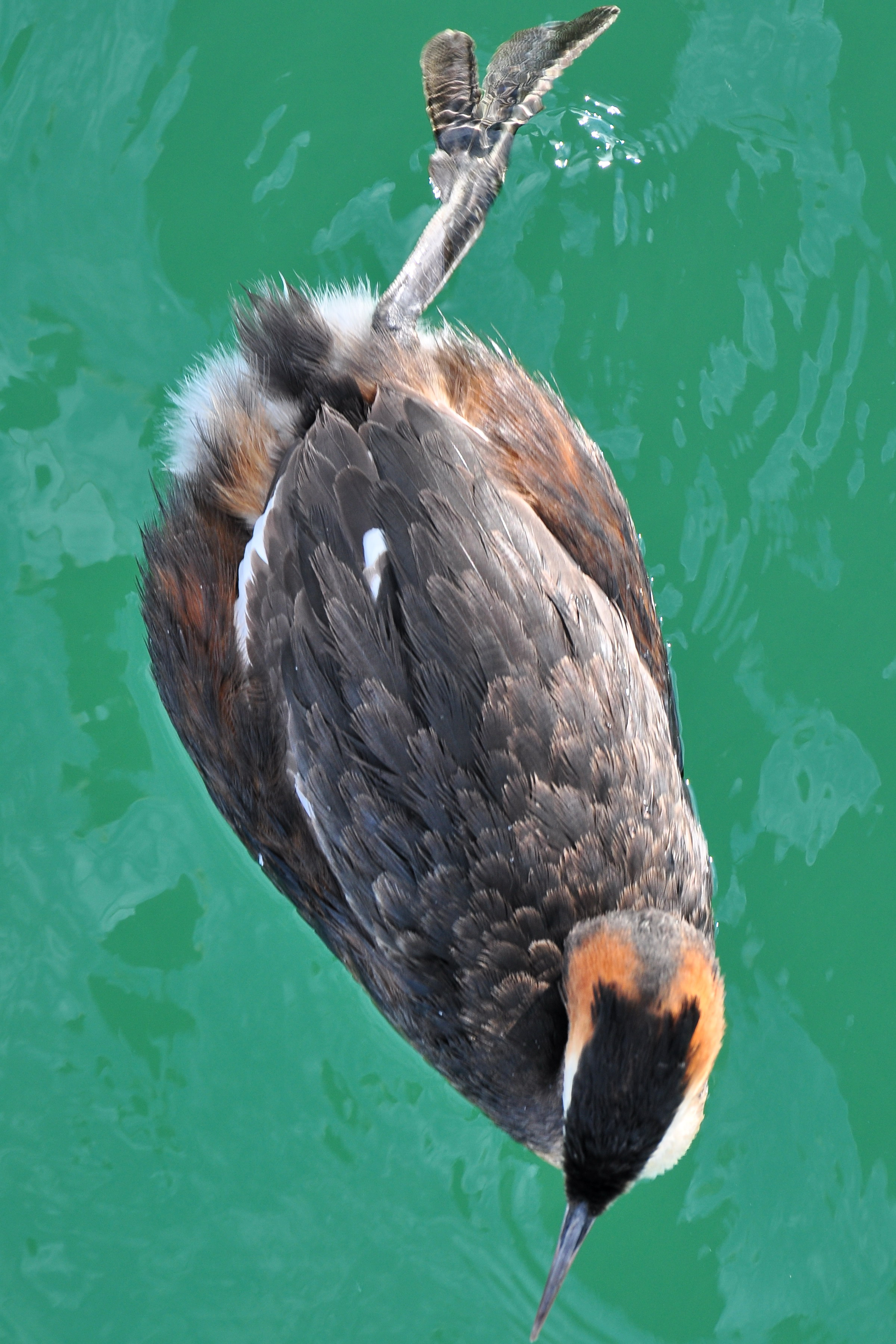
کشیم کاکلی بزرگ. پاها در غواص‌ها و کشیم‌ها در بخش عقبی بدن قرار می‌گیرند - یک محل نیرومند برای شنا در زیر آب، اما یک نقص برای راه رفتن.

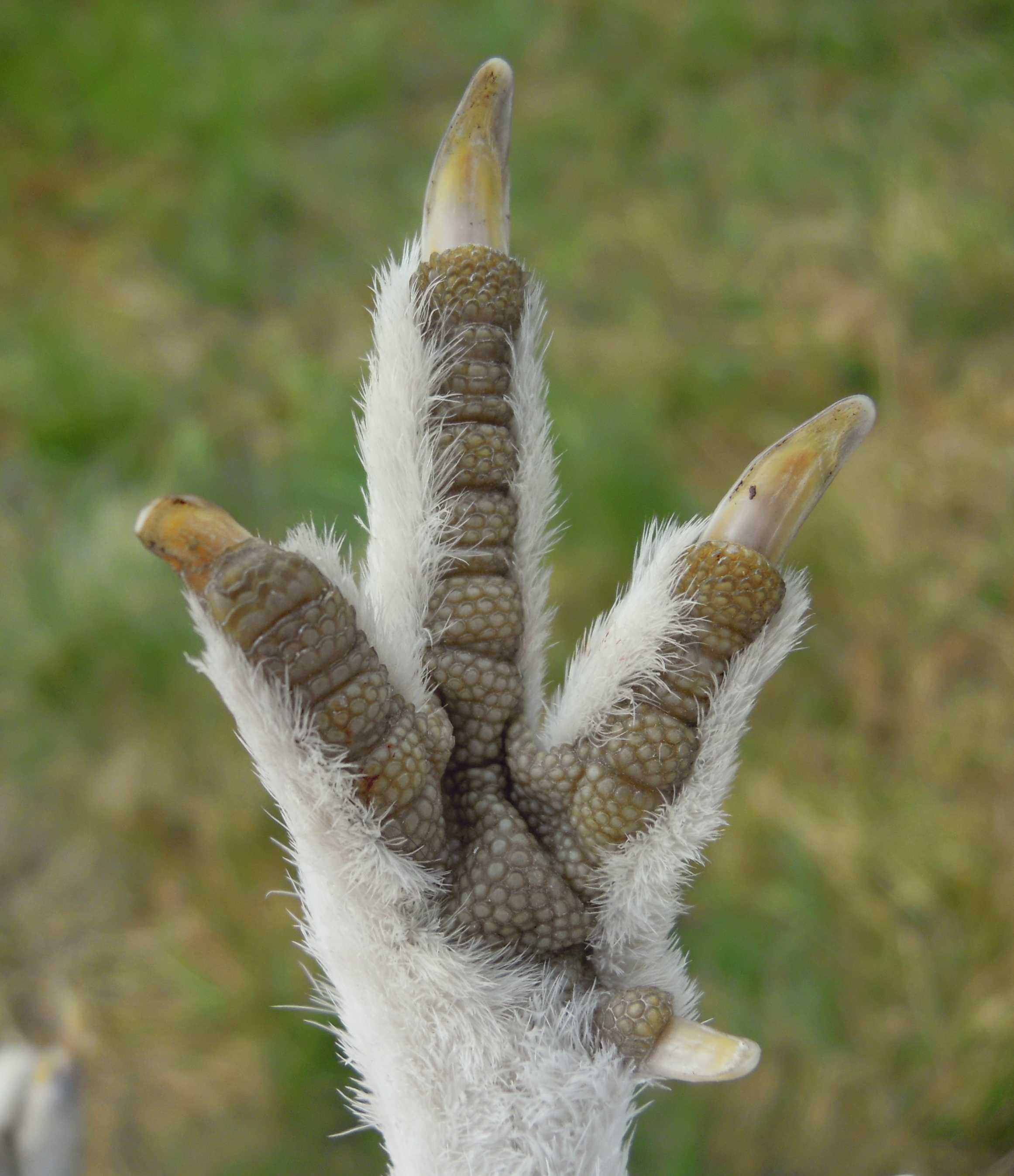
پای برفی مانند باقرقره پرپای بیدی، سازگاری برای راه رفتن روی برف است.

از آنجایی که اندام‌های جلویی پرندگان بال هستند، بسیاری از عملکردهای اندام جلویی توسط ماهیچه و اندام عقبی انجام می‌شود. پیشنهاد شده‌است که اندام‌های عقبی در پرواز به عنوان شتاب‌دهنده هنگام برخاستن از زمین مهم هستند. برخی از عملکردهای پا و انگشتان، از جمله عملکردهای معمولی و خاص پرندگان، عبارتند از:
- پیمایش
  - پیاده‌روی، دویدن (شترمرغ، سیاه‌خروس، بوقلمون وحشی) پریدن، کوهنوردی (دارکوب، دارخزک، کمرکلی)[۲۰]
  - شنا و هدایت در زیر آب (مرغابی، کشیم، غواص)[۳]
- نشستن (مانند شاخه) یا چسبیدن[۳]
- جابجا کردن (مانند عقاب ماهی‌گیر که ماهی را نگه می‌دارند)[۳]
- مربوط به پرواز
  - احتمالاً به عنوان شتاب‌دهندهٔ اولیه برخاستن. در مقابل، در خفاش خون‌آشام معمولی، نیروی مورد نیاز توسط بال خفاش ایجاد می‌شود.[۱۸][۱۹]
  - جذب شوک فرود آمدن روی نشیمنگاه و روی آب، تبدیل شدن به «اسکی روی آب»[۳]
- تغذیه و مرتبط
  - صید و کشتن طعمه در پرندگان شکاری (شاهین و جغد)[۳]
  - نگه داشتن (مانند دست در طوطی‌ها) و جدا کردن غذا (با کمک نوک)[۳]
  - خراشیدن زمین در جستجوی غذا[۲]
    - خراش مضاعف: پریدن به جلو و سپس به عقب با استفاده از هر دو پا برای خراشیدن (اغلب گنجشک و سازونشین)[۲]
    - خراش یک پا (سیاه‌خروس، بلدرچین، بوقلمون وحشی و مرغ اهلی)[۲]
- تولیدمثل و مرتبط
  - گهواره کردن و چرخاندن تخم‌ها در زمان جوجه‌کشی.[۳] پرندگانی که بدون لکه زادآوری هستند، تخم‌ها را با پاهای خود جوجه می‌دهند – یک یا حتی دو عدد از آن‌ها (سفیدغازها، بوبیها) را می‌گیرند یا آنها را روی سطح روی پای خود نگه می‌دارند (پنگوئن‌ها زیرکیسه‌ای از پوست شکم، سینه‌سفیدها).[۱]
  - خواستگاری (سیاه‌خروس دم‌سیخ)، از جمله خواستگاری هوایی (عقاب سرسفید)[۳]
  - ساختن لانه (با کمک نوک)[۱]
- پیشگیری و نظافت.[۱۰] گاهی پرندگان از یک پنجه مخصوص استفاده می‌کنند (برای نمونه، جغدهای انبار به اصطلاح «پرهای شانه‌مانند» دارند). برخی از حواصیل‌ها و شبگردها از پنجه برای تمیز کردن سر استفاده می‌کنند.[۲]
- تنظیم از دست دادن گرما (حواصیل، کاکایی، لک‌لک، مرغ باران غول‌آسا، کرکس‌های جهان جدید، مرغابی، غاز)[۱][۲]

## چینش انگشتان پا

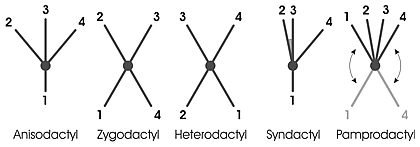
چینش انگشتان پا در پای راست پرنده

چینش انگشتان پا در پرندگان عبارتند از:
- جلوسه‌انگشتی (آنیزوداکتیل): سه انگشت جلو (۲، ۳، ۴)، و یکی در پشت (۱)؛ تقریباً در تمام پرندگان آوازخوان و دیگر پرندگان شاخه‌نشین.[۴][۲۰]
- ناهمسان‌انگشتی (زیگوداکتیل): دو انگشت در جلو (۲، ۳) و دو انگشت در عقب (۱، ۴) - بیرونی‌ترین انگشت جلویی (۴) برعکس است. چینش زیگوداکتیل یک مورد همگرایی است، زیرا در پرندگان به روش‌های مختلف نه بار تکامل یافته‌است.[۱][۱۰]
  - در بسیاری از پرندگان شاخه‌نشین - بیشتر دارکوب‌ها و وایستگان آنها، عقاب‌های ماهی‌گیر، جغدها، کوکوها، بیشتر طوطی‌ها، موش‌مرغ‌ها، برخی بادخورک‌ها و سبزقبای کوکو.[۲۰][۴]
    - دارکوب‌ها، هنگام بالا رفتن، می‌توانند انگشت بیرونی پشتی (۴) را در یک چینش اکتوپوداکتیل به طرفین بچرخانند. دارکوب‌های پشت‌سیاه، دارکوب سه‌انگشته اوراسیای و دارکوب سه‌انگشته آمریکایی دارای سه انگشت هستند - بخش عقبی داخلی (۱) وجود ندارد و بخش عقب بیرونی (۴) همیشه به سوی عقب حرکت می‌کند و هرگز نمی‌چرخد.[۱۰]
    - جغدها، عقاب‌های ماهیگیر و موزخوارها می‌توانند انگشت خارجی پا (۴) را به جلو و عقب بچرخانند.[۱۰]
- همسان‌انگشتی (هتروداکتیل): دو انگشت در جلو (۳، ۴) و دو انگشت در عقب (۲، ۱) - انگشت جلوی داخلی (۲) برعکس است. چینش همسان‌انگشتی تنها در لانه‌کن‌ها وجود دارد.[۲۰]
- چسب‌انگشتی (Syndactyl): سه انگشت در جلو (۲، ۳، ۴)، یکی در پشت (۱)؛ بخش داخلی و وسط (۲، ۳) در بیشتر طول خود به هم متصل شده‌اند.[۲][۱] رایج در سبزقباسانان، از جمله ماهی‌خورک‌ها و نوک‌شاخ‌ها.[۷]
- آزادانگشتی (پامپروداکتیل): دو انگشت درونی پا در جلو (۲، ۳)، دو انگشت بیرونی (۱، ۴) می‌توانند آزادانه به جلو و عقب بچرخند. در موش‌مرغان و برخی بادخورک‌ها. برخی از بادخورک‌ها هر چهار انگشت را به جلو حرکت می‌دهند تا از آنها مانند قلاب برای آویزان شدن استفاده کنند.[۲۰]

رایج‌ترین چینش پا جلوسه‌انگشتی است و دومین چینش در میان پرندگان شاخه‌نشین، چینش ناهمسان‌انگشتی است.

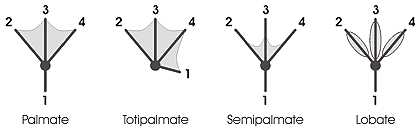
پرده و پره داشتن در پای راست پرنده

برخی از پرندگان مانند کاکایی، حواصیل، مرغابی یا غاز می‌توانند دمای خود را از طریق پاهای خود تنظیم کنند.